# Храм Веспасиана
Храм Веспасиана и Тита (итал. Tempio di Vespasiano, лат. Templum divi Vespasiani et Titi) — руины античного храма на Римском форуме.
Строительство храма началось по решению Сената после смерти императора Веспасиана в 79 году и завершено при Домициане. Храм посвятили Флавиям Веспасиану и его сыну Титу.
Храм Веспасиана и Тита — здание длиной в 33 и шириной в 22 м. В помещении находился подиум, на котором стояли статуи двух обожествленных императоров. От колоннады остались всего лишь три колонны коринфского ордера высотой около 15 м.